# 第五代哈伍德伯爵亨利·拉塞尔斯
第五代哈伍德伯爵亨利·拉塞尔斯，GCVO，TD，JP（英语：Henry Ulick Lascelles, 5th Earl of Harewood，1846年8月21日—1929年11月5日），第五代哈伍德伯爵。他的先祖都是哈伍德伯爵。他的继承人是他的长子，即第六代哈伍德伯爵。

## 生平
童年时的拉塞尔斯居住在北约克郡戈德斯伯勒的戈德斯伯勒厅，那里是等待哈伍德宫继承人的房子。拉塞尔斯家族在他的一生中仍然是巴巴多斯的主要土地所有者。
他最初在常规部队中担任掷弹兵卫队的上尉，此后他在约克郡轻骑兵团中兼职，约克郡轻骑兵团于1908年成为本地陆军的一员。从1881年至1898年，他是该团的中校，从1898年至1913年，他担任该团的名誉上校。他在义勇骑兵团的长期服务使他在1909年获得了领土勋章（T.D.）。他还从1897年起开始担任维多利亚女王的上校和义勇骑兵团副官，后在爱德华七世的统治期间内继续担任副官，并从1910年起担任乔治五世的副官直到去世。
1892年6月24日，拉塞尔斯继承了哈伍德伯爵、拉塞尔斯子爵和哈伍德男爵的头衔。
他于1900年2月26日担任约克郡西区副尉，并于1904年6月4日担任约克郡西区郡尉，一直任职到1927年12月4日。
1901年初，哈伍德勋爵受爱德华七世之邀，参加了一个特别外交使团，向法国、西班牙和葡萄牙政府宣布国王的登基。
1908年，他被授予骑士指挥官级皇家维多利亚勋章，1922年被授予大十字级皇家维多利亚勋章。